# ガルーダ・インドネシア航空200便墜落事故
ガルーダ・インドネシア航空200便墜落事故（ガルーダ・インドネシアこうくう200びんついらくじこ）は、インドネシアのジョグジャカルタ特別州で2007年3月7日午前7時過ぎに発生した航空事故である。この事故で乗員乗客140名のうち21名が死亡し、110名が負傷した。

## 概要

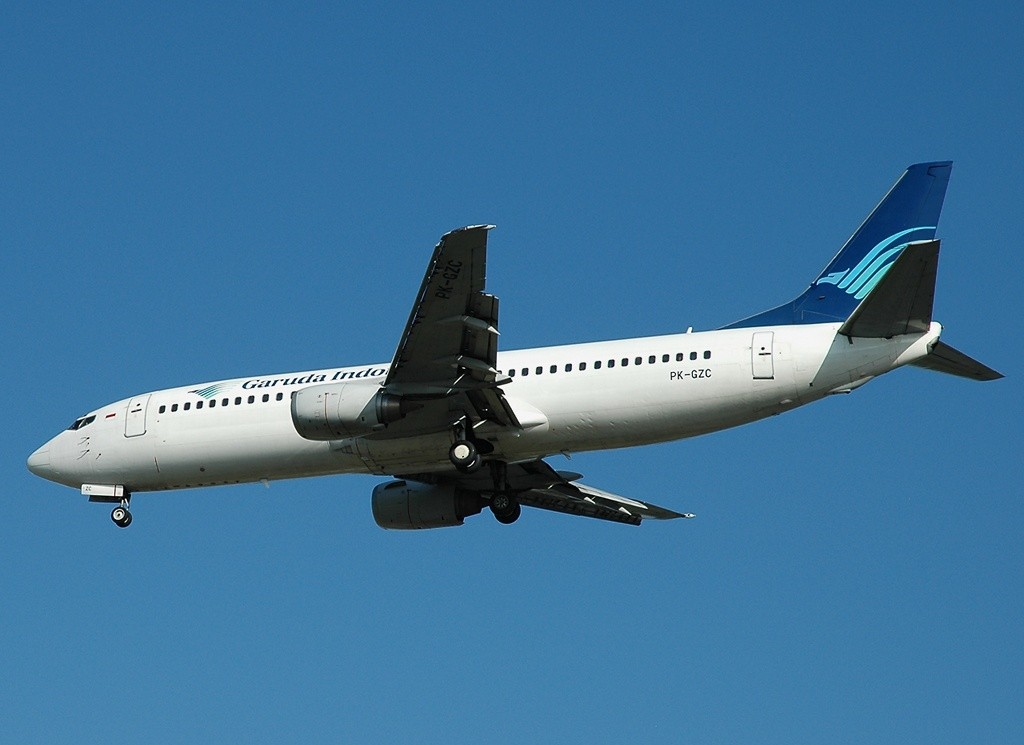
2005年に撮影された事故機

ジャカルタ発ジョグジャカルタ行きのガルーダ・インドネシア航空200便（使用機材:ボーイング737型機（機体記号PK-GZC））は、現地時間の午前7時ごろジョグジャカルタのアジスチプト国際空港に着陸する直前に急激に高度を下げたのち着陸を開始した。機体は通常の着陸速度よりも87ノット (161 km/h)速い221ノット (409 km/h)で滑走路端から860m先に着地した。乗客によると機体は墜落する前に激しく揺れ動いた。その反動で機体が3回にわたって跳ね上がり、前輪から火を噴きだしたまま滑走路上を走行し、そのままオーバーランした。空港敷地外の田んぼに突っ込み、その後しばらくして機体は爆発、炎上した。
なお、火を噴いた前輪はのちに滑走路上に残っているのが発見された。
現在、ガルーダ・インドネシア航空はこの事故を最後に死亡事故を起こしていない。

## 被害状況
200便には、乗員乗客140名（乗客133名・乗員7名）が搭乗していたが、そのうち21名（乗客20名・乗員1名）が死亡し、110名が負傷している。左側の前方扉が破損したことから避難できなかった乗客が機内で焼死したと見られている。
200便には外国人が19人搭乗していた。この日はオーストラリア外相の訪問に合わせてオーストラリアから外交官やジャーナリストなど関係者が搭乗していて、事故に巻き込まれることになった。また、日本人2名が乗客の中に含まれていた。

## 事故の原因
この事故で機長と副操縦士は生還し、着陸直前に急激なダウンバーストに見舞われ、さらにフラップがうまく作動しなかったと証言していた。だが、当該機は航空管制から15回も機体姿勢に問題があると警告されていたにもかかわらずいずれも無視していたことが指摘され、当該機の機長と副操縦士が喧嘩をしていて、それによる意思伝達面でのトラブルから結果的に事故に至ったと考えられている。
上記の問題に加え、胴体着陸に失敗した可能性や空港の消火設備の不備も指摘されている。
当該事故を取り扱った メーデー!:航空機事故の真実と真相 によれば、機長は着陸時にフラップを15度に設定するよう副操縦士に指示したが、15度に設定するには速度が速すぎてフラップが破損する恐れがあったので副操縦士は5度に設定した。しかし、副操縦士は機長に15度に設定できない理由を説明しようとはしなかった。その結果、機体は着陸するには速すぎる速度で降下した。機長は着陸という仕事に集中し過ぎて、警報などが耳に入らない状態に陥り、着陸速度が速すぎることに気づかず、鳴り響く警報音や着陸復航を指示する副操縦士の声さえも認識できず、無視して着陸を続行したため事故に至った。過去にもこのような事例があったことから、事故調査委員会は背景としてガルーダ・インドネシア航空のパイロットへの訓練不足や、燃油を節約できたパイロットには報酬を与えていた企業体質にあると指摘している。また、番組では、この事故以前にもガルーダ・インドネシア航空は421便や152便などの事故を起こしており、メディアに批判されたと表現されている（ただし、421便の事故はガルーダ・インドネシア航空やクルーのミスがあったわけではない）。

## この事故を扱った番組
- メーデー!:航空機事故の真実と真相 第13シーズン第8話「Fatal Focus」